# Arikamaninote
Neferibra Arikamaninote fue rey de Kush (Nubia) en los años 431 a. C. - 405 a. C. del llamado período Napata.
Otras grafías de su nombre: Amanneteyerike, Aman-nete-yerike, Amen-net-yerike, Amen-net-yerike, Amanineteyerike, Amaniete-Yerike, Arikamaninote, Amani-nete-yerike, Irike-amanote, Amannote-erike.

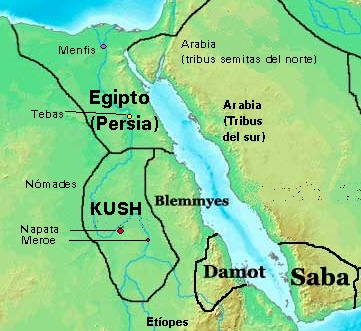
Mapa de Kush, 400 a. C.

## Biografía

### "Creado por Amón de Tebas"
En el 431 a. C. el Rey Talajamani, tras un breve reinado de cinco años, muere en Meroe. Es de hecho la primera referencia a Meroe, como residencia del Rey, en vez de Napata.
Su sobrino y comandante del ejército, Arikamaninote "Creado por Amón de Tebas", se encontraba luchando contra los nómadas Meded y Rehrehs ("habitantes del desierto"), quienes habían incursionado sobre el extremo norte de Butana (la "isla" de Meroe), en la confluencia del Nilo y el Atbara, a menos de cien kilómetros de Meroe.
Recibida desde Meroe la noticia, Arikamaninote es proclamado de inmediato Rey,
probablemente con el concurso del ejército. Tiene 41 años y es hijo del hermano mayor y predecesor de Talajamani, Malewiebamani, quien había reinado entre 463 y 435 a. C. Entre los nubios los reyes eran sucedidos por sus hermanos y sólo extinguida esa generación pasaba a la siguiente. No sólo era sobrino del rey fallecido sino que también era su hijastro, ya que Malewiebamani había tomado por esposa a su cuñada, Ajrasan, lo que era habitual para la monarquía kushita.
Seguro en el apoyo del ejército y de la tradición, Amani-nete-arik prosigue la campaña hasta suprimir la rebelión, tras lo que intenta atender al complejo protocolo para legitimar su coronación.

### Buena es el alma de Ra

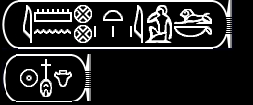
Nombre de nacimiento y real.

Desde el Imperio Medio, los reyes egipcios recibían cinco nombres. El primero era el nombre de nacimiento y se les confería los otros cuatro cuando accedían al trono. Kush seguía esa tradición. Así, Arikamaninote, su nombre de nacimiento, tomó como nombre real Nefer-ka-ra «Buena es el alma (ka) de Ra», y recibió como nombre de Horus Kanajt Jaemuaset, como nombre de Horus Dorado Uafjasutnebu y como nombre de Nebty (o de las Dos Damas, Uadyet y Nejbet) Nebutauy o Itytauy.

### La larga coronación

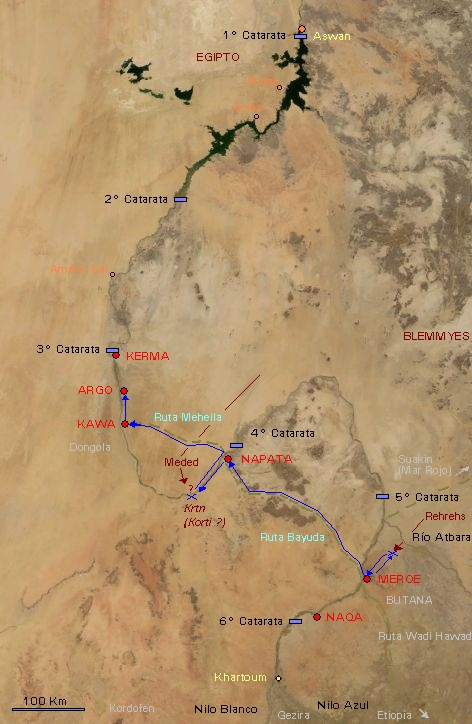
Campaña de Arikamaninote.

Viaja primero a Napata. Por tierra, por la carretera de Bayuda que une Meroe con Napata, son 9 jornadas. Allí se ocupa primero del enterramiento de su predecesor. Hecho, se inician las ceremonias en el palacio y en el templo de Amon, en Barkal, en las que es investido en el sacerdocio de Amon y reconocido como Rey por el dios.
Una nueva rebelión de los nómadas Meded lo obliga a viajar río abajo, de Napata a Krtn (Kertjen o quizá Kurti), probablemente en la margen derecha del Nilo, donde los vence nuevamente.
Vuelve a Napata y reemprende entonces el recorrido habitual coronación: toma la ruta de Meheila y tras 17 días llega a Kawa, donde fue entronizado en el templo de Amón. Se encarga de la reparación del templo de Taharqa, y deja registro en sus muros de los eventos.
Entre otros relatos, relata el despeje de los accesos al templo de Amón, que se encontraban cubiertos de arena. Para el trabajo llevó "multitud de manos", incluyendo mujeres y niños, príncipes y jefes, así como él mismo.
En otras inscripciones se cita por primera vez la presentación del arco y flechas como símbolo de dominio y reino universal, lo que es propio de Kush. El dios le da el arco y sus flechas de bronce como símbolo real y para que lo acompañen siempre.

Mapa de Napata.

Luego viajó al norte, a Pnubs (Argo) donde repitió la ceremonia y efectuó donaciones de tierras al templo. Volvió a Kawa para participar de una celebración y procesión en honor de Amón, y efectuar las donaciones de estilo al templo. Relata que el último día del segundo mes de la inundación, hicieron una procesión nocturna, soldados y pueblo con antorchas en sus manos, y que "tan pronto como salieron y recorrieron la ciudad, el noble dios se regocijó en medio de la multitud"
Lo siguiente fue atender a la llegada a Kawa de la kdke (Kandake, o Candace, “Reina madre”), Ajrasan. El papel de la reina madre era fundamental, quizá como resultado del mecanismo sucesorio y también de la influencia religiosa de las mujeres de la casa real en el clero tebano (desde las épocas de la ocupación Nubia de Egipto) y en el culto local. Era parte necesaria en las ceremonias de coronación, tenía el título de "Señora de Kush”, elegía y adoptaba como hija a la esposa de su hijo, el rey. En los relieves la Reina madre aparece habitualmente inmediatamente detrás del rey.
Toma por esposa a su medio hermana Atasamale, hija de Ajrasan y Talajamani, con quien tendrá un hijo, Harsiotef.

### El reinado
Alrededor del 414 a. C. estalló en el Alto Egipto la rebelión contra la dominación persa. Siguiendo con su perfil, mucho más fuerte que el de sus inmediatos predecesores,
Amani-nete-arik no permanece ajeno al conflicto y decide apoyar las sublevaciones, política que sostiene hasta su muerte.

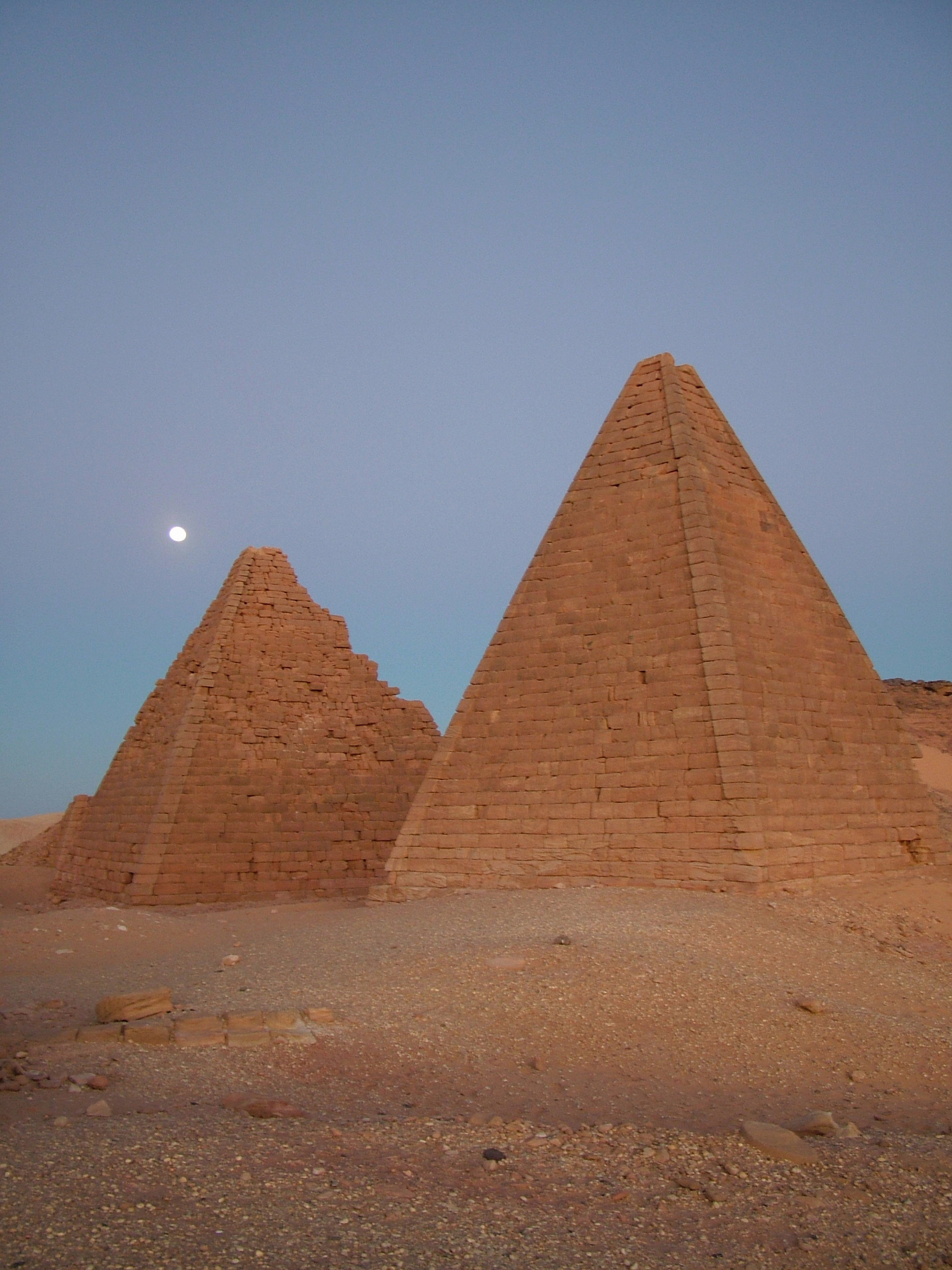
Pirámides de Barkal.

No se sabe mucho más, sólo que efectuó varias campañas más y murió en el año 405 a. C., a los 66 años y tras largos 25 años de reinado. Como era todavía tradición, fue enterrado en la necrópolis de Nuri. Su pirámide (n.º 12), con una longitud de 26,25 m, es una de las mayores. Se trata de una pirámide construida con bloques de arenisca y rodeada por un muro, con una torre anexa al lado oriental. Por una escalera de 47 escalones se accedía a las tres habitaciones de su cámara funeraria.
No llegó a conocer la caída del dominio persa, que aconteció un año después de su muerte, cuando aprovechando la muerte del Rey Darío II y un consiguiente alzamiento en Media los rebeldes consiguieron triunfar, poniendo fin a la primera ocupación persa (Dinastía XXVII) y dando origen a la Dinastía XXVIII del faraón Amirteo.
Su esposa principal, Atasamalé, fue enterrada en una pirámide, también en Nuri, la clasificada como n.º 61, construida con bloques de arenisca blanca, de dos cámaras a las que se desciende por 34 escalones. La más grande pirámide dedicada a una reina. Lo sucedió su hermano menor Baskakeren (405-404), y tras su breve reinado, Harsiyotef (404-369 a. C.), su hijo.

## Cambios culturales
Pese a la vitalidad del reinado de Arikamaninote, las inscripciones en el viejo templo de Taharqa, en Kawa, tienen un especial interés lingüístico e histórico, por cuanto si bien está escrito en egipcio, el análisis indica que el conocimiento del lenguaje se estaba desvaneciendo y que probablemente no fuera ya la lengua hablada, no ya del común de la población (para la que quizá nunca lo fue), sino de la clase gobernante y sus escribas.

## Titulatura
| Titulatura | Jeroglífico | Transliteración (transcripción) - traducción - (referencias) |

| G5 |

| G5 |

| E2 · D40 | N28 · D36 | m | R19 | X1 · O49 |

| E2 · D40 | N28 · D36 | m | R19 | X1 · O49 |

| E2 · D40 | N28 · D36 | m | R19 | X1 · O49 |

| E2 · D40 | N28 · D36 | m | R19 | X1 · O49 |

| G5 |

| G5 |

| E2 · D40 | N28 · D36 | m | R19 | X1 · O49 |

| E2 · D40 | N28 · D36 | m | R19 | X1 · O49 |

| E2 · D40 | N28 · D36 | m | R19 | X1 · O49 |

| E2 · D40 | N28 · D36 | m | R19 | X1 · O49 |

| G16 |

| G16 |

| Z2 · N17 | Z2 · V30 |

| Z2 · N17 | Z2 · V30 |

| G16 |

| G16 |

| Z2 · N17 | Z2 · V30 |

| Z2 · N17 | Z2 · V30 |

| G8 |

| G8 |

| G43 | I9 · D36 | Z9 · D40 | N25 · X1 · Z1 | Z2 · V30 |

| G43 | I9 · D36 | Z9 · D40 | N25 · X1 · Z1 | Z2 · V30 |

| G8 |

| G8 |

| G43 | I9 · D36 | Z9 · D40 | N25 · X1 · Z1 | Z2 · V30 |

| G43 | I9 · D36 | Z9 · D40 | N25 · X1 · Z1 | Z2 · V30 |

| N5 | F35 | F34 |

| N5 | F35 | F34 |

| N5 | F35 | F34 |

| N5 | F35 | F34 |

| N5 | F35 | F34 |

| N5 | F35 | F34 |

| N5 | F35 | F34 |

| N5 | F35 | F34 |

| N5 | F35 | F34 |

| N5 | F35 | F34 |

| N5 | F35 | F34 |

| N5 | F35 | F34 |

| N5 | F35 | F34 |

| N5 | F35 | F34 |

| N5 | F35 | F34 |

| N5 | F35 | F34 |

| i | mn · n | O49 · O49 | t · Z2ss | M17 | A2 | E23 · V31 |

| i | mn · n | O49 · O49 | t · Z2ss | M17 | A2 | E23 · V31 |

| i | mn · n | O49 · O49 | t · Z2ss | M17 | A2 | E23 · V31 |

| i | mn · n | O49 · O49 | t · Z2ss | M17 | A2 | E23 · V31 |

| i | mn · n | O49 · O49 | t · Z2ss | M17 | A2 | E23 · V31 |

| i | mn · n | O49 · O49 | t · Z2ss | M17 | A2 | E23 · V31 |

| i | mn · n | O49 · O49 | t · Z2ss | M17 | A2 | E23 · V31 |

| i | mn · n | O49 · O49 | t · Z2ss | M17 | A2 | E23 · V31 |

| i | mn · n | O49 · O49 | t · Z2ss | M17 | A2 | E23 · V31 |

| i | mn · n | O49 · O49 | t · Z2ss | M17 | A2 | E23 · V31 |

| i | mn · n | O49 · O49 | t · Z2ss | M17 | A2 | E23 · V31 |

| i | mn · n | O49 · O49 | t · Z2ss | M17 | A2 | E23 · V31 |

| i | mn · n | O49 · O49 | t · Z2ss | M17 | A2 | E23 · V31 |

| i | mn · n | O49 · O49 | t · Z2ss | M17 | A2 | E23 · V31 |

| i | mn · n | O49 · O49 | t · Z2ss | M17 | A2 | E23 · V31 |

| i | mn · n | O49 · O49 | t · Z2ss | M17 | A2 | E23 · V31 |

### Imágenes
- Pirámide de Arikamaninote, entre otras